# Kaya FC–Iloilo
Kaya Football Club, założony w 1996 r. w Metro Manila, męski klub piłkarski. Od 2018 roku działa formalnie jako Kaya FC–Iloilo, reprezentując prowincję Iloilo. W sezonie 2025/2025, klub rywalizuje na najwyższym szczeblu profesjonalnej piłki nożnej Filipin – w Philippines Football League  – i rozgrywa mecze domowe na Iloilo Sports Complex, który mieści do 7 000 widzów.

## Skład
Skład drużyny Kaya Football Club w sezonie 2024
| Nr. | Poz | Imię Nazwisko     |
| --- | --- | ----------------- |
| 1   | BR  | Walid Birrou      |
| 2   | BR  | Kenry Balobo      |
| 3   | OB  | Akito Saito       |
| 6   | PO  | Mark Swainston    |
| 7   | NA  | Jovin Bedic       |
| 8   | PO  | Marwin Angeles    |
| 9   | NA  | Dokyung Lee       |
| 12  | OB  | Mar Vincent Diano |
| 13  | PO  | Jhan Melliza      |
| 14  | PO  | Shuto Komaki      |
| 15  | OB  | Marco Casambre    |
| 16  | BR  | Nathan Bata       |

| Nr. | Poz | Imię Nazwisko      |
| --- | --- | ------------------ |
| 17  | NA  | Robert Lopez Mendy |
| 18  | NA  | Jarvey Gayoso      |
| 20  | PO  | Yiyoung Park       |
| 22  | PO  | Fitch Arboleda     |
| 23  | OB  | Simone Rota        |
| 24  | PO  | Sherwin Basindanan |
| 25  | PO  | Eric Esso          |
| 26  | OB  | Konate Bandiougou  |
| 33  | OB  | Julian Romero      |
| 44  | OB  | Audie Menzi        |
| 77  | PO  | Martini Rey        |
| 88  | PO  | Kaishu Yamazaki    |

## Sukcesy
- Copa Paulino Alcantara (2018, 2021)[1]
- Puchar United Football League (2015)[1]
- United Football League (2003)[1]
- PHL (2022/2023, 2024, 2024/2025)[3]

## Kaya FC Women's Team
W 2019 roku powstała kobieca sekcja piłkarska, występująca pod nazwą Kaya FC Women's Team. Drużyna od 2020 roku występuje w Philippine Women’s League.

## Stadion
Zespół Kaya Football Club rozgrywa swoje mecze na obiekcie sportowym Iloilo Sports Complex, który posiada 7000 miejsc siedzących. Kaya występuje na tym obiekcie od stycznia 2018 roku.